# Zilveren Reissmicrofoon

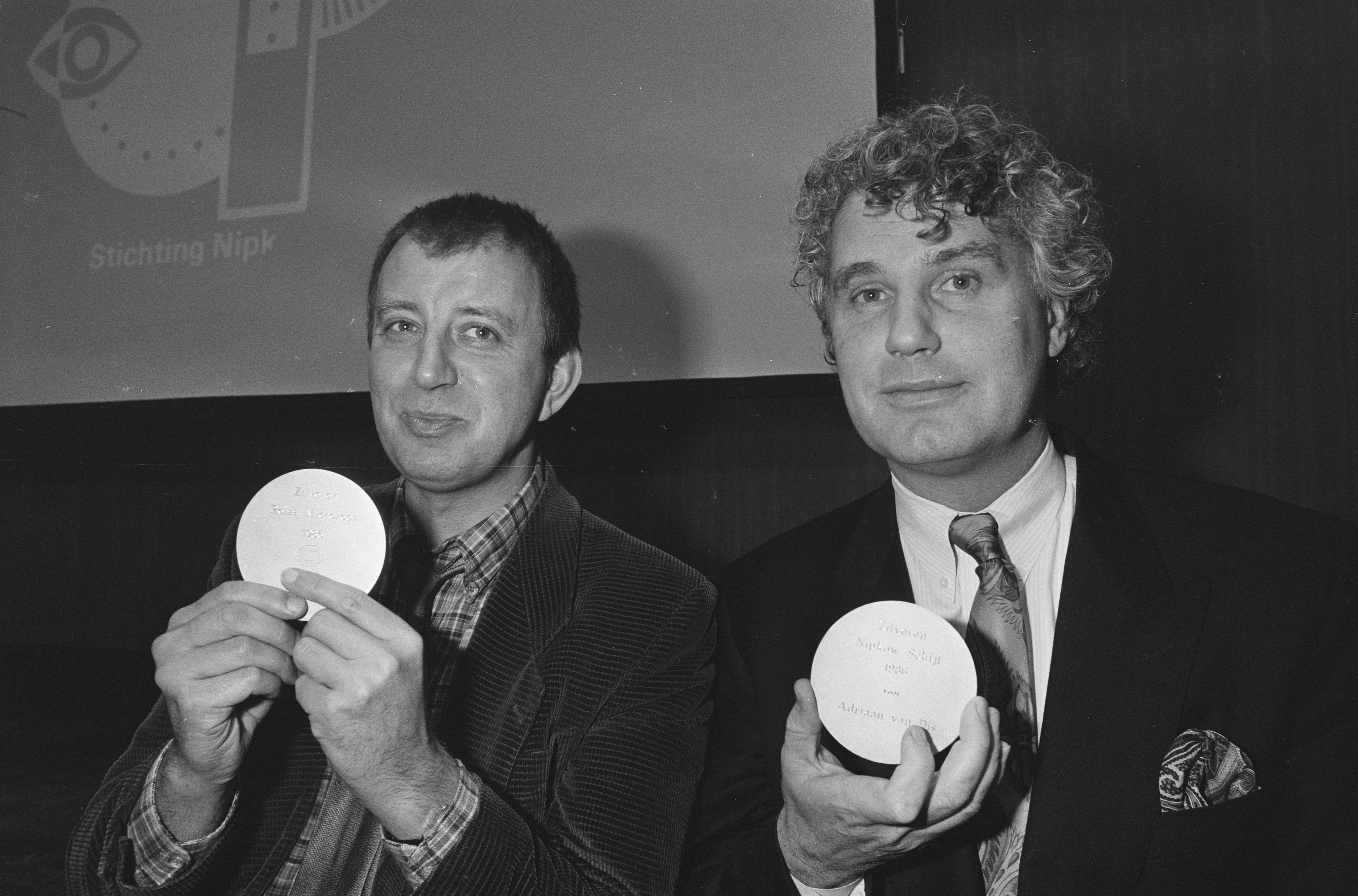
Ivo de Wijs ontvangt Zilveren Reissmicrofoon; Adriaan van Dis krijgt Nipkowschijf (1986)

De Zilveren Reissmicrofoon is een prestigieuze Nederlandse radioprijs die in eerste gehalte zilver is uitgevoerd. De prijs is genoemd naar Eugen Reisz, die in 1924 microfoons zo verbeterde dat professionals bij de radio deze radiomicrofoon in gebruik namen.
De Zilveren Reissmicrofoon is voor het eerst uitgereikt in 1966. Vanaf 1975 wordt de prijs uitgereikt door de Stichting Nipkow, die ook de Zilveren Nipkowschijf uitreikt.

## Winnaars van Ere-Zilveren Reissmicrofoon
- 1984 · Gabri de Wagt, VARA
- 1995 · Ischa Meijer, VPRO (postuum)
- 1998 · Metropole Orkest
- 2004 · Henk van Hoorn, NOS
- 2011 · Muziekcentrum van de Omroep
- 2014 · Clairy Polak[1]
- 2016 · NOS Met het Oog op Morgen, NOS, Radio 1
- 2018 · Tineke de Nooij
- 2019 · Felix Meurders, VARA
- 2020 · Peter van Bruggen, KRO[2]
- 2021 · Nederlandse Top 40
- 2022 · Hans Hogendoorn
- 2023 · Armin van Buuren
- 2024 · Top 2000, NPO Radio 2
- 2025 · RadiOlympia, NOS, Radio 1

## Winnaars van Zilveren Reissmicrofoon
- 1966 · Gerard Hulshof, KRO
- 1967 · Tom Pauka, VARA
- 1975 · VPRO-radio
- 1976 · Babel, KRO
- 1977 · niet uitgereikt wegens 'gebrek aan kwaliteit'
- 1978 · Tony van Verre, VARA
- 1979 · Z.I., VARA
- 1980 · Tussen start en finish (Spaan/Vermeegen), VARA
- 1981 · Karel van de Graaf, AVRO
- 1982 · Radioweekblad, VARA
- 1983 · Burny Bos, AVRO
- 1984 · De stand van zaken, VARA
- 1985 · Door de nacht klinkt een lied (Jacques Klöters), VARA
- 1986 · Ivo de Wijs, VARA
- 1987 · Boeken, VPRO
- 1988 · Marlies Cordia, TROS
- 1989 · Standplaats, VPRO
- 1990 · Het spoor terug, VPRO
- 1991 · Peter Flik, VPRO

- 1992 · Een leven lang (Corinne Hemink), NOS
- 1993 · De ramp (hoorspel Rudie van Meurs/Kees Vlaanderen, HOS (HUMAN)
- 1994 · Andermans Veren, AVRO
- 1995 · Jan Paul de Bondt Een angstig verlangen), KRO/HOS (nu HUMAN)
- 1996 · Vincent van Merwijk (Europa en de grenzen van de vrijheid), RVU
- 1997 · OVT, VPRO (zie ook Eervolle vermeldingen: 2017)
- 1998 · Supplement, NPS/VPRO
- 1999 · Frits Spits, KRO
- 2000 · Rob Stenders
- 2001 · Theater van het sentiment, KRO
- 2002 · Spijkers met koppen, VARA
- 2003 · Kunststof, NPS
- 2004 · Rob Muntz en Arthur van Amerongen (De InburgerKing)
- 2005 · BNR Nieuwsradio
- 2006 · De Avonden, VPRO
- 2007 · Zaterdagmatinee, AVRO

- 2008 · Langs de Lijn, NOS[3]
- 2009 · Šimek 's Nachts, RVU
- 2010 · Hans Haffmans (Viertakt Vroeg)
- 2012 · Giel Beelen, VARA
- 2013 · Plots, VPRO[4]
- 2014 · Edwin Evers, Evers staat op, 538
- 2015 · Pieter van der Wielen, Nooit meer slapen, VPRO
- 2016 · Adres Onbekend, KRO-NCRV
- 2017 · Argos, VPRO/HUMAN/VARA
- 2018 · Vroege Vogels, BNNVARA
- 2019 · Mieke van der Weij, Omroep MAX, NOS
- 2020 · Heleen Hummelen,[5] voor de podcast Virus Verhalen, NPO Radio 1
- 2021 · NRC Podcasts
- 2022 · Bureau Buitenland van Sophie Derkzen en Tim de Wit, VPRO
- 2023 · Stad in oorlog: Charkiv één jaar onder vuur - Michiel Driebergen en Edwin Koopman, VPRO
- 2024 · Concertzender
- 2025 - Ben Liebrand - Grandmix 1994 (op Radio Veronica, 2024)

## Eervolle vermeldingen radio
- 1975 · Babel, KRO
- 1977 · Burny Bos, Radio Lawaaipapegaai (AVRO)
- 1981 · De rode draad (onder professoren), VARA
- 1989 · De Franse Revolutie, HOS
- 1992 · Van de nachtegaal en de kakkerlak, HOS
- 2001 · Tim Overdiek, NOS
- 2002 · Sjifra Herschberg, NOS
- 2012 · De zwarte lijst, Radio 6 Soul & Jazz
- 2013 · JaBo Gumbo Show, VPRO
- 2015 · Frank van der Lende, BNN
- 2016 · Q-Musical, Q-Music
- 2017 · Het spoor terug: Shakespeare’s vluchtelingen (OVT), VPRO (zie ook Winnaars: 1997)
- 2018 · De podcast BOB  VPRO en Dorst
- 2021 · Sorry voor mijn broertje - Sjoerd Litjens en Jan Paul de Bond
- 2022 · Tim Op het Broek - KINK
- 2023 · De Rob Touber Sound - Frank Jochemsen en Jim Immig
- 2024 · Gesprekken Wijnand Speelman met Anjo Snijders, aanvankelijk bij Serious Request 2023
- 2025 - CREAM